# Maurice G. Dantec
Pour les articles homonymes, voir Dantec.
Œuvres principales
- La Sirène rouge
- Les Racines du mal
- Babylon Babies
- Villa Vortex
- Cosmos Incorporated

Maurice Georges Dantec, dit Maurice G. Dantec, né le 13 juin 1959 à La Tronche et mort le 25 juin 2016 à Montréal, est un écrivain français naturalisé canadien. Il se définit comme « écrivain nord-américain de langue française, ».
Il se fait connaître dans les années 1990 avec une œuvre romanesque mêlant polar et science-fiction.

## Biographie

### Jeunesse et débuts littéraires
Maurice Georges Dantec naît le 13 juin 1959 à La Tronche, près de Grenoble, au sein d'une famille communiste, d'un père journaliste et d'une mère « prolétaire ». En 1971, il entre au lycée Romain-Rolland d'Ivry-sur-Seine, en pleine « banlieue rouge ». Après l'obtention du baccalauréat, il entame des études de lettres modernes, qu'il abandonne pour fonder le groupe de rock État d'Urgence (futur Artefact). Dantec occupe ensuite, pendant les années 1980, un emploi de concepteur-rédacteur dans la publicité.
Au cours de sa jeunesse, il lit Louis-Ferdinand Céline, Fiodor Dostoïevski, James Joyce, James Ellroy, Dashiell Hammett, Philip K. Dick, J. G. Ballard ou encore William Burroughs[réf. nécessaire], dont on retrouvera des influences dans ses romans.[Lesquelles ?]
En 1993, il publie son premier livre, La Sirène rouge, un récit à mi-chemin entre le polar et le roman-feuilleton, qui remporte le Trophée 813 du meilleur roman francophone en 1994. En 1995, avec Les Racines du mal, il signe un second ouvrage, mélange de polar et de science-fiction, qui lui vaut de remporter en 1996 le grand prix de l'Imaginaire du roman francophone et le prix Rosny aîné dans la catégorie « roman ». L'année 1999 voit la parution de son troisième opus, Babylon Babies, dans lequel se croisent des personnages issus de ses deux précédents romans.

### Romancier et essayiste
En 1998, Dantec quitte la France et s'installe à Montréal, au Québec.
Avec Le Théâtre des opérations, journal métaphysique et polémique 1999, dont le premier volume s'intitule Manuel de survie en territoire zéro (publié en 2000), Dantec livre un essai à caractère autobiographique où il laisse libre cours à ses réflexions. Cet essai hybride est présenté par l'auteur en ces termes :

« Mais qu'est-ce précisément ce qu'est en train de produire en parallèle cet objet étrange, ni journal intime, ni critique de l'actualité, ni essai critique, ni pamphlet philosophique, ni acte de sabotage moral, ni acte de foi, et pourtant un peu de tout ça en même temps […]. »

En 2001, Dantec livre la suite de ses réflexions dans le second volume du Théâtre des opérations : Laboratoire de catastrophe générale, toujours présenté sous la forme d'un journal. L'auteur a pris l'habitude de se référer au Théâtre des opérations sous l'abréviation TdO. Ses prises de position commencent à susciter la polémique, en attaquant, selon Libération, les pacifistes anti-Otan et les humanitaires onusiens, les égalitaristes, les souverainistes de tout poil, les tenants du politiquement correct et du relativisme culturel, Pierre Bourdieu, José Bové, Régis Debray, Marianne et le « Monde diplodocus »", aux nostalgiques complices du cauchemar communiste qui adhère à l'actuel « maccarthysme de gauche », au mondialisme messianique, et défend la provocation réactionnaire, l'hétérosexuel blanc ou Michel Houellebecq.
En 2002 sort La Sirène rouge, adaptation au cinéma par Olivier Megaton de son premier roman, avec Jean-Marc Barr, Alexandra Negrao, Asia Argento et Frances Barber dans les rôles principaux. Dantec lui-même y interprète Ari Moskiewicz, le chef spirituel du héros Hugo Cornélius Toorop. Le film est un échec avec seulement 190 320 entrées, et ne rembourse qu'une faible partie de son budget (environ 900 000 $ sur 5 810 000 € de budget total).
En 2003, l'auteur revient à la fiction avec Villa Vortex. Mais Le Théâtre des opérations lui crée une réputation sulfureuse — amplifiée par ses déclarations à la radio ou à la télévision — et la sortie du troisième volume de son journal est plusieurs fois repoussée, son éditeur craignant des poursuites judiciaires. C’est finalement Albin Michel qui publiera le roman de science-fiction Cosmos Incorporated à la rentrée littéraire 2005, puis le troisième volume du Théâtre des opérations, American Black Box, sans censure, en janvier 2007.
De 2004 à 2006, Maurice Dantec participe à la revue conservatrice québécoise Égards et au webzine parisien Ring, où il s'est par exemple prononcé pour le « non » au référendum sur le traité établissant une constitution pour l'Europe. En l'espace de deux ans, il livre une vingtaine de textes pour la presse en ligne et la presse papier[réf. nécessaire].
En 2006 sort Grande Jonction, suite de Cosmos Incorporated, et la rentrée littéraire 2007 est marquée par la sortie d'Artefact : Machines à écrire 1.0.
En 2008, Babylon Babies est à son tour adapté au cinéma sous le titre Babylon A.D. par Mathieu Kassovitz. Le film met en scène Vin Diesel dans le rôle principal du mercenaire Hugo Cornélius Toorop — interprété par Jean-Marc Barr dans l'adaptation de La Sirène rouge —, ainsi que Mélanie Thierry, Michelle Yeoh, Lambert Wilson et Gérard Depardieu. Le film contient plusieurs différences par rapport au roman et est un échec critique comme commercial. Il réalise 909 438 entrées en France et totalise 72 109 200 $ dans le monde, remboursant à peine son budget initial de 70 000 000 $.
Après avoir été publié par Gallimard dans les prestigieuses collections « La Noire » puis « Blanche », Dantec prend un agent littéraire, David Kersan, qui le fait transférer chez Albin Michel qui se sépare de lui en 2010. Kersan arrange alors un nouveau transfert chez Rivages mais Dantec n'y publiera finalement rien : Rivages et l'auteur se séparent en 2011. En août 2011, Dantec signe avec les éditions Ring qui publient Satellite Sisters, suite de Babylon Babies, sorti le 23 août 2012 en librairie. Un article du no 78 de Chronic'art, paru le 31 août 2012, soit huit jours après la sortie officielle du roman, révèle que Dantec a déposé plainte contre les éditions Ring en affirmant qu'elles lui ont fait signer un contrat en état de faiblesse. Les éditeurs de Dantec répliquent dans une tribune mise en ligne le 3 septembre 2012 — jour du lancement officiel de la maison d'édition Ring — avec à l'appui plusieurs attestations soulignant la mauvaise foi de l'auteur, et portent plainte contre lui pour diffamation. Le 23 août 2012, Dantec est débouté de l'action en référé visant à obtenir la suspension de la publication de Satellite Sisters et condamné à 1 500 euros d'amende. Le 11 décembre 2013, les deux parties annoncent être parvenues à un accord de rupture de contrat et reprennent leur liberté réciproque.
En mai 2014, Dantec annonce la sortie de son nouveau roman Les Résidents, qui paraît chez Inculte en août de la même année. Dans un entretien donné en 2016 à la revue Égards, il annonce un nouveau roman « techno-western » intitulé À l'ouest du crépuscule qui restera inédit.
D'une santé fragile depuis plusieurs années, Dantec meurt d'une crise cardiaque à son domicile montréalais le 25 juin 2016.

### Opinions et polémiques
Maurice Dantec a souvent suscité la controverse pour ses prises de position, à partir de la publication des premiers volumes du Théâtre des opérations, puis surtout après sa prise de contact en 2004 avec le Bloc identitaire (mouvement français classé à l'extrême droite) ; l'écrivain, dans un courriel, exprimait sa sympathie pour les idéaux de ce mouvement, tout en déplorant son anti-américanisme. Par la suite ses critiques acerbes envers l'islam, son positionnement catholique et royaliste, lui ont valu des moqueries — notamment de l'écrivain Jean-Jacques Reboux —, des attaques et des ennemis.
Écrivain qualifié de « réactionnaire » par certains détracteurs — souvent des journaux comme Le Monde — et certains laudateurs[Qui ?], Dantec soutient ouvertement le rétablissement de la peine de mort au Canada, ainsi que George W. Bush dans sa défense du « monde libre » face au « terrorisme djihadiste ». Il est intervenu à plusieurs reprises sur la webradio Rockik.com entre 2005 et 2006, notamment à l'occasion de l'affaire des caricatures de Mahomet, tenant des propos véhéments visant les islamistes, voire l'islam dans sa globalité. Il parlait ainsi d'une « Europe décadente » et d'un « djihad mondial », prédisant l'avènement d'un choc des civilisations qui opposerait, selon lui, l'Occident techno-scientiste catholique au monde musulman[réf. nécessaire].
L'écrivain se disait catholique « futuriste » et « chrétien sioniste ». Pour une partie de la critique, il a dérivé vers une certaine forme de mysticisme amorcée dès Babylon Babies[réf. nécessaire].
Il s'est prononcé pour le « non » au référendum du 29 mai 2005 sur le projet de Constitution européenne. À l'élection présidentielle française de 2007, il a apporté son soutien à Philippe de Villiers[réf. nécessaire].
Quelques mois avant sa mort, Maurice Dantec accordait un entretien à Patrick Dionne et à Jean-Philippe Martini pour la revue conservatrice québécoise Égards.

## Musique
Dans les années 1970, Dantec fonde le groupe de rock État d'Urgence qui deviendra Artefact. Le groupe est dissous peu après la sortie de son unique album, en 1980, victime de tensions internes[réf. nécessaire].
En 1997, Dantec fait une apparition sur cinq titres de l'album Utopia du groupe No One Is Innocent. Il y lit des textes issus de son roman Les Racines du mal. La même année, il rencontre le musicien Richard Pinhas qui propose à Dantec une collaboration. Très vite, le projet se matérialise sous la forme de lectures en musique de textes du philosophe Gilles Deleuze, dont Pinhas a été l'élève au début des années 1970. C'est ainsi que le projet Schizotrope voit le jour, avec un premier album, baptisé Le Plan (Cuneiform, 1999). Pour le deuxième album, The Life and Death Of Marie Zorn (en référence au personnage de Marie Zorn, dans son roman Babylon Babies), Dantec n'est plus artiste invité mais membre à part entière. Une tournée a suivi la sortie de l'album. Un troisième album, Le Pli, est sorti en 2001 chez Emma/Night & Day.
En 2007, il apparaît dans le clip de la chanson Black Box Baby du groupe français d'electro rock The Dead Sexy Inc, dont il a écrit les paroles[réf. nécessaire].

## Œuvres

### Romans
Chaque titre est suivi des dates d'édition et réédition.
- La Sirène rouge (Trophées 813 du meilleur roman francophone 1994)

1. 1993 : Paris : Gallimard, 478 p. (Série noire ; 2326)  (ISBN 2-07-049385-7)
2. 1998 : Paris : Gallimard, 591 p. (Folio policier ; 1)  (ISBN 2-07-040636-9)
3. 2001 : Paris : Cercle polar, 591 p. (Roman noir)  (ISBN 2-7441-4966-7)

- Les Racines du mal (Grand prix de l'Imaginaire 1996, Prix Rosny aîné 1996)

1. 1995 : Paris : Gallimard, 635 p. (série noire ; 2379)  (ISBN 2-07-049495-0)
2. 1999 : Paris : Gallimard, 752 p. (Folio policier ; 63)  (ISBN 2-07-040775-6)
3. 2001 : Paris : Cercle polar, 748 p. (Roman noir)  (ISBN 2-7441-5547-0)

- Babylon Babies

1. 1999 : Paris : Gallimard, 551 p. (La Noire)  (ISBN 2-07-075471-5)
2. 1999 : Paris : Le Grand Livre du mois, 551 p.  (ISBN 2-7028-3288-1)
3. 1999 : Paris : France Loisirs, 551 p.  (ISBN 2-7441-3077-X)
4. 2001 : Paris : Gallimard, 719 p. (Folio SF ; 47)  (ISBN 2-07-041753-0)

- Villa Vortex (vol. 1 de la trilogie inachevée Liber mundi)

1. 2003 : Paris : Gallimard, 824 p. (La Noire)  (ISBN 2-07-075244-5)
2. 2004 : Paris : Gallimard, 843 p. (Folio SF ; 189)  (ISBN 2-07-031706-4)
3. 2016 : Paris : Gallimard, 848 p. (Folio Policier ; 803)  (ISBN 978-2-07-079213-9)

- Cosmos Incorporated

1. 2005 : extrait dans Lire : rentrée littéraire, 15 extraits de romans, supplément revue Lire no 337, p. 29-36.
2. 2005 : Paris : Albin Michel, 568 p.  (ISBN 2-226-15852-9)
3. 2006 : Paris : Librairie Générale Française, 572 p. (Le Livre de poche ; 30707)  (ISBN 978-2-253-11994-4)

- Grande Jonction (suite de Cosmos Incorporated)

1. 2006 : Paris : Albin Michel, 774 p.  (ISBN 2-226-17341-2)
2. 2008 : Paris : Librairie Générale Française, 885 p. (Le Livre de poche ; 30925)  (ISBN 978-2-253-12097-1)

- Artefact : Machines à écrire 1.0

1. 2007 : Paris : Albin Michel, 565 p.  (ISBN 978-2-226-17975-3)
2. 2010 : Paris : Librairie Générale Française, 540 p. (Le Livre de poche ; 31631)  (ISBN 978-2253128168)

- Comme le fantôme d'un jazzman dans la station Mir en déroute

1. 2009 : Paris : Albin Michel, 210 p.  (ISBN 978-2226188755)

- Métacortex (vol. 2 de la trilogie inachevée Liber mundi)

1. 2010 : Paris : Albin Michel, 816 p.  (ISBN 978-2226195692)

- Satellite Sisters (suite de Babylon Babies)

1. 2012 : Paris : Ring, 515 p.  (ISBN 979-1091447003)

- Les Résidents

1. 2014 : Paris : Inculte, 651 p.  (ISBN 979-1091887984)
2. 2016 : Arles : Actes Sud  (Babel noir ; 152), 681 p.  (ISBN 978-2330058722)

### Recueils
- 2003 : Périphériques : essais et nouvelles, réunis par Richard Comballot (préf. Joël Houssin), Paris, Flammarion, 280 p.  (ISBN 2-08-068397-7).
- 2003 : Dieu porte-t-il des lunettes noires ? et autres nouvelles, Paris, Librio, coll. « Librio : imaginaire » (no 613), 92 p.  (ISBN 2-290-33738-2) (rec. extrait de Périphériques).

### Essais
- Manuel de survie en territoire zéro. Le Théâtre des opérations 1 : journal métaphysique et polémique, 1999
  - 2000, Gallimard, 646 p. (Blanche)  (ISBN 2-07-075887-7)
  - 2002, Gallimard, 708 p. (Folio ; 3611)  (ISBN 2-07-042114-7)
- Laboratoire de catastrophe générale. Le Théâtre des opérations 2 : journal métaphysique et polémique, 2000-2001
  - 2001, Gallimard, 756 p. (Blanche)  (ISBN 2-07-076267-X)
  - 2003, Gallimard, 851 p. (Folio ; 3851)  (ISBN 2-07-042822-2)
- American Black Box. Le Théâtre des opérations 3 : journal métaphysique et polémique, 2002-2006
  - 2007, Albin Michel, 690 p.  (ISBN 978-2-226-17091-0)
  - 2009, Librairie Générale Française, 716 p. (Le Livre de poche ; 31216)  (ISBN 978-2-253-12763-5)

### Nouvelles
- Reportage en direct (in Landru, le journal du foyer no 1, décembre 1973)
- TXH Baby (in Drunk no 6, juin 1994 / in Nouvelle Donne no 22, octobre 2000)
- Dieu porte-t-il des lunettes noires ? (in Nouvelles Nuits no 9, 1er trimestre 1995)
- Le Jour et la Nuit (in Noces d’or, Série noire hors série, 1995)
- Là où tombent les anges (supplément Le Monde no 15755, 21 septembre 1995 pour l'anniversaire des 50 ans de la Série noire)
- Quand clignote la mort électrique (in Paris, rive noire, Autrement, « Littératures / Romans d’une ville », 1996)
- Le futur a déjà commencé, Paris, édition Michel Le Bris, Librio, no 364, mai 2000, 126 p.  (ISBN 2-290-30539-1)
- Le cadavre bouge encore : précis de réanimation littéraire / sous la direction de Pierre Bottura, Oliver Rohe. Paris : Léo Scheer, août 2002, 411 p.  (ISBN 2-914172-59-1). Rééd. 10-18, coll. « Fait et cause », no 3596, octobre 2003, 407 p.  (ISBN 2-264-03673-7)

### Articles (sélection)
- 1997 : « La fiction comme laboratoire anthropologique expérimental », Les Temps modernes, spécial Roman noir, no 595, août-septembre-octobre 1997
- 1998 : « Millenium Machines, boîte à outils théorique d'urgence pour les artistes du XXIe siècle », Art Zéro[21]
- 1999 : « La littérature comme machine de troisième espèce »[22], La Nouvelle Revue française, no 551, septembre 1999

### Préfaces
- Marginalia / Hosmany Ramos ; préface Maurice G. Dantec ; traduit du portugais par (Brésil) Michel Goldman. Paris : Gallimard, coll. « Série noire », no 2574, avril 2000, 180 p.  (ISBN 2-07-049914-6)
- Les Larmes de Nietzsche : Deleuze et la musique / Richard Pinhas ; préface Maurice G. Dantec. Paris : Flammarion, mars 2001, 266 p.  (ISBN 2-08-067814-0)
- Le Désespéré / Léon Bloy ; préface et postf. Maurice G. Dantec. Wilmington (Del.) : Éditions Underbahn, coll. « Transtextual », novembre 2005, 430 p.  (ISBN 0-9774224-0-2)
- Loco / Joël Houssin ; préface de Maurice G. Dantec. Paris : Ring, coll. « Nouveaux mondes », septembre 2012, 235 p.  (ISBN 979-10-91447-01-0)

## Adaptations cinématographiques
- 2002 : La Sirène rouge, film français réalisé par Olivier Megaton, d'après le roman éponyme
- 2008 : Babylon A.D., film français réalisé par Mathieu Kassovitz, librement inspiré de la trame du roman Babylon Babies.

## Prix
- Grand prix de l'Imaginaire 1996 pour Les Racines du mal[23]
- Prix Rosny aîné 1996 pour Les Racines du mal[24]
- Trophées 813 1994 du roman francophone pour La Sirène rouge[25]
- Prix du roman policier francophone de la ville du Mans 1994 pour La Sirène rouge[26]

### Filmographie
- En 1998, le documentaire "Les territoires de Maurice G. Dantec" est réalisé par Christophe Derouet, avec la collaboration de Yannick Bourg dans le cadre de la série "Histoires courtes" sur France 2. Film produit par Sunday Morning Productions et La Huit Productions.
- En 2000, le cinéaste québécois Yann Langevin lui consacre un documentaire intitulé Opération Dantec. Voir : Nathalie Collard, « Médias : Arte : la télé qui réfléchit », sur voir.ca (consulté le 5 janvier 2019).
Visionner Opération Dantec sur le site onf.ca.